# ASEAN駅
ASEAN駅（アセアンえき、インドネシア語: Stasiun ASEAN）はジャカルタ首都特別州南ジャカルタ市クバヨラン・バルにある、ジャカルタ都市高速鉄道（MRT）南北線の駅。

## 歴史
当駅の駅名は、元々は駅真下を通るシシンガマンガラジャ通りから「シシンガマンガラジャ駅」（インドネシア語: Stasiun MRT Sisingamangaraja）にする予定であった。 しかし最終的には近くに位置するASEAN事務局から「ASEAN駅」となった。この変更はネーミングライツによるものになる予定であったが、 最終的にはジャカルタ都市高速鉄道（MRT）側が無料で駅名変更を行った。
2019年3月24日に南北線第1期区間（ブンダランHI-ルバックブルス間）の開通と共に開業。

## 駅構造

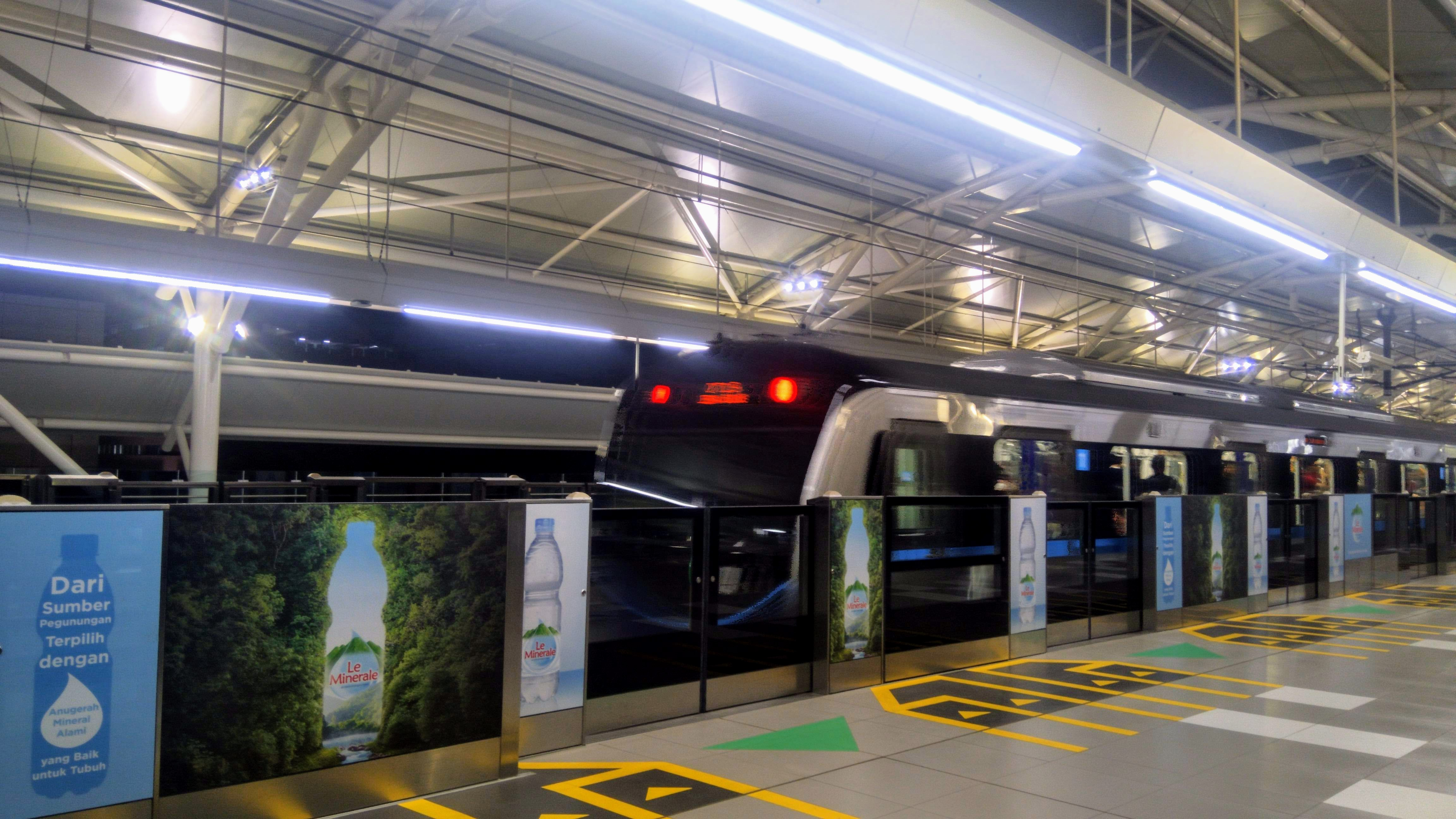
プラットホーム

シシンガマンガラジャ通り上にある高架駅。2階がコンコース・改札階、3階がホーム階である。ホームは相対式2面2線を有しており、可動式ホーム柵が完備されている。

### のりば
| 番線 | 路線   | 行先                           |
| ---- | ------ | ------------------------------ |
| 1    | 南北線 | ブロックM・ルバックブルス方面  |
| 2    | 南北線 | ドゥクアタス・ブンダランHI方面 |

## 駅周辺
- ASEAN事務局
- アル・アズハルモスク（インドネシア語版、英語版）
- アル・アズハル・インドネシア大学（インドネシア語版）
- インドネシア共和国農務・空間計画省（インドネシア語版）
- テルコム ジャカルタ南
- 公共事業住宅省（インドネシア語版、英語版）
- インドネシア国家警察（インドネシア語版、英語版）本部
- プルタミナ中央病院
- マエスティック市場（インドネシア語版、英語版）

## 隣の駅
ジャカルタ都市高速鉄道
 南北線
スナヤン駅 - ASEAN駅 - ブロックM駅